# دم‌خاری سرسیه‌فام
دم‌خاری سرسیه‌فام (نام علمی: Synallaxis tithys) گونه‌ای آسیب‌پذیر از پرندگان در زیرتیرهٔ Furnariinae از تیرهٔ تنورمرغان (Furnariidae) است که در اکوادور و پرو یافت می‌شود.